# Kolmisoppi-Neulamäki
Kolmisoppi-Neulamäki este o arie protejată (arie specială de conservare — SAC, sit de importanță comunitară — SCI) din Finlanda întinsă pe o suprafață de 426 ha, integral pe uscat.

## Localizare
Centrul sitului Kolmisoppi-Neulamäki este situat la coordonatele 62°52′53″N 27°35′23″E / 62.8814°N 27.5897°E.

## Înființare
Situl Kolmisoppi-Neulamäki a fost declarat sit de importanță comunitară în august 1998 pentru a proteja 4 specii de plante și 1 specie de animale. Situl a fost protejat și ca arie specială de conservare în aprilie 2015.

## Biodiversitate
Situată în ecoregiunea boreală, aria protejată conține 9 habitate naturale: Ape oligotrofe din câmpii nisipoase, cu un conținut foarte redus de minerale (Littorelletalia uniflorae), Lacuri eutrofice naturale cu vegetație de tip Magnopotamion sau Hydrocharition, Cursuri de apă de la nivel de câmpie la nivel montan, cu vegetație Ranunculion fluitantis și Callitricho-Batrachion, Izvoare fino-scandinave și mlaștini produse de izvoare bogate în minerale, Pante stâncoase calcaroase cu vegetație casmofită, Pante stâncoase silicioase cu vegetație casmofită, Taiga vestică, Păduri fino-scandinave bogate în ierburi cu Picea abies, Mlaștini împădurite.
La baza desemnării sitului se află mai multe specii protejate:
- plante (4): Cinna latifolia, Diplazium sibiricum, Herzogiella turfacea, Plagiomnium drummondii
- mamifere (1): veveriță zburătoare siberiană (Pteromys volans)

Pe lângă speciile protejate, pe teritoriul sitului au mai fost identificate 15 specii de plante, 12 specii de pești.